# Palazzo Bolongaro
Palazzo Bolongaro anche chiamato Casa Bolongaro è un palazzo storico di Stresa, in Piemonte. È sede del "Centro internazionale di studi rosminiani", è anche conosciuto come Villa Ducale, perché dalla metà dell'Ottocento divenne la residenza della duchessa Elisabetta di Genova, madre della futura regina Margherita.

## La storia
Edificato nella seconda metà del Settecento, venne indicato con il nome di “casa d'oro”. A farlo costruire fu Giacomo Filippo Bolongaro, che nel 1723 partì fanciullo e povero diretto a Francoforte per aiutare lo zio, Giovanni Antonio Mattei, nel commercio del tabacco. Il giovane Giacomo elaborò una miscela che ebbe grande successo in Germania e nei Paesi Bassi e fu in grado di accumulare una fortuna. Nel 1770 rientrò a Stresa e fece edificare una lussuosa dimora su modello della sua residenza a Francoforte, il Bolongaropalast. 
Il parco dell'edificio stresiano si estendeva fino alla riva del lago e nella residenza venivano accolti viaggiatori e ospitati i giovani stresiani che partivano alla ricerca di lavoro, ai quali Giacomo Filippo Bolongaro soleva regalare un abito nuovo.
Alla sua morte, nel 1780, la villa venne ereditata dalla nipote Anna Maria Simonetta in Borgnis, che, rimasta vedova a 36 anni, riprese il suo cognome originario e venne chiamata Madame Bolongaro, una donna devota e caritatevole che amava circondarsi di ospiti ed era particolarmente vicina ad Antonio Rosmini che aveva incontrato per la prima volta nel 1827 quando il Rosmini era in viaggio verso Domodossola per valutare la costruzione, in quella città, di un istituto religioso. Rosmini divenne ospite abituale e nel 1836 fissò la sua dimora presso la villa. Anna Maria cedette al Rosmini il terreno su cui venne in seguito edificato il Collegio Rosmini.
Anna Maria morì nel 1848 e lasciò in eredità il palazzo ad Antonio Rosmini per: "attestato della somma stima che nutro per Lui, non meno che della intensa gratitudine che gli professo, e del grande compiacimento che provo per il notevole bene che fece a questa popolazione di Stresa”.
Durante la permanenza di Rosmini (1850-1855), palazzo Bolongaro divenne un ritrovo di intellettuali nazionali e internazionali. Vi passarono, per citare alcuni nomi, Alessandro Manzoni che aveva un rapporto di profonda amicizia col Rosmini, Ruggiero Bonghi, Niccolò Tommaseo, San Giovanni Bosco, il Cardinale Newman e il Cardinale Wiseman; i marchesi Gustavo Benso di Cavour, Arconati e Boncompagni; i conti Collegno e Cibrario.
Sul finire del 1850, lo scrittore francese Théophile Gautier annota a proposito del Manzoni: “Tutti i giorni uno dei suoi amici (Rosmini), filosofo e metafisico profondo, viene, con qualsiasi tempo, a intrattenere con lui una di quelle discussioni che non possono avere alcuna soluzione quaggiù, perché vi si parla degli alti misteri dell'anima, dell'infinito e dell'eternità”.
Dopo la morte di Rosmini, nel 1857, la villa venne ceduta dai rosminiani alla casa reale di Savoia che era alla ricerca di una residenza per la duchessa Elisabetta di Genova e da quel momento l'edificio prese il nome di "villa Ducale".
 La duchessa, originaria di Sassonia, moglie di un figlio di Carlo Alberto, portò con sé a Stresa la prole: il principe Tommaso e la principessa Margherita. Quest'ultima sposerà Umberto I di Savoia e diventerà regina d'Italia. Da questo momento la villa diventa un abituale ritrovo di re, principi, sovrani.
Di questo periodo sono il sopraelevamento del terzo piano, destinato alla servitù, la realizzazione della cancellata, l'ampliamento del parco e la messa a dimora dei due cedri del Libano provenienti dalla residenza Savoia di Aglié. Il primo albero è stato abbattuto nel 2009 per una patologia mentre il secondo nel 2022.
Alla morte della Duchessa di Genova la villa subì un periodo di abbandono e diversi passaggi di proprietà, il giardino si rimpicciolì progressivamente e gli interni vennero via via spogliati di arredi e ornamenti. Nel 1942 venne acquistata dai Padri rosminiani che la ristrutturarono per farne un collegio.

## I rifacimenti
L'ultimo piano della villa venne rifatto più volte. All'abbellimento interno ed alla costruzione del terzo piano lavorarono gli architetti Pietro Bottini ed Augusto Guidini. Sia l'interno che l'esterno della villa nel 1990 sono stati completamente ristrutturati e tinteggiati, con il beneplacito della Regione Piemonte.

## Il parco
Nel giardino di circa 13 000 m² che circonda il palazzo, prosperano varie specie di piante familiari ed esotiche: palme, osmanthus fragrans, magnolia grandiflora, camelie antichissime, azalee, rododendri. Nell'agosto del 2022 è stato necessario l'abbattimento dell'imponente esemplare di cedrus deodara (o devadara, l'albero degli dei) che era stato trapiantato dal castello di Agliè nel 1860 e il cui tronco, alla base aveva una circonferenza di oltre sette metri e trenta, l'albero monumentale era morto da mesi a causa di parassiti e della siccità dell'inverno 2021. Notevole anche la macchia di magnolia grandiflora sviluppatasi nei secoli per propaggine.

## Il centro studi
Dal 1965 l'edificio ospita il "Centro Internazionale di Studi Rosminiani" che custodisce il Museo di ricordi rosminiani che comprende la camera nella quale Rosmini morì il 1º luglio 1855 e una vasta biblioteca costituita da circa centodiecimila volumi.